# Чино Вали
Чино Вали (на английски: Chino Valley) е град в окръг Явапай, щата Аризона, САЩ. Чино Вали е с население от 10 838 жители (2007) и обща площ от 48,1 km². Намира се на 1435 m надморска височина. ЗИП кодът му е 86323, а телефонният му код е 928.